# Убийство Павла Шеремета
Российский, белорусский и украинский тележурналист Павел Шеремет был убит в Киеве 20 июля 2016 года в результате взрыва автомобиля, который принадлежал руководителю «Украинской правды» Алёне Притуле (в момент взрыва её в машине не было). Взрыв произошёл в 7:45 на углу улицы Богдана Хмельницкого и Ивана Франко, когда Шеремет выехал из дома по дороге на радиоэфир с руководителем украинской Федерации лёгкой атлетики Игорем Гоцулом. Извлечённый очевидцами из салона автомобиля, Шеремет оставался жив в течение нескольких минут и скончался в машине «скорой помощи». Через сутки судмедэксперты закончили работу над телом погибшего журналиста и сделали выводы, что смерть наступила в результате несовместимых с жизнью травм и критичной для жизни кровопотери. Близкие друзья журналиста сообщили, что в последнее время Шеремет и его гражданская жена жаловались на слежку за собой.

## Начало расследования
Уголовное дело было возбуждено по ст. 115 УК (умышленное убийство, совершённое способом, опасным для жизни многих лиц). Советник министра внутренних дел Украины Зорян Шкиряк заявил, что рассматриваются три версии убийства журналиста: профессиональная деятельность, неприязненные отношения, также он не исключил «российский след». В полиции не исключали, что целью покушения был не сам журналист, а Алёна Притула. Президент Украины Пётр Порошенко после убийства Шеремета предоставил ей охрану. Были также озвучены другие версии. Глава Национальной полиции Хатия Деканоидзе заявила о создании оперативной группы по расследованию убийства Шеремета с задействованием сотрудников ФБР.
22 июля была опубликована видеозапись минирования автомобиля Шеремета. Один злоумышленник (мужчина) в 0:22 подготовил место для крепления взрывного устройства, а само взрывное устройство было заложено примерно в 2:40 другим человеком (женщиной). К вечеру 22 июля национальная полиция Украины озвучила основную версию гибели журналиста — его профессиональная деятельность. Позже было сообщено, что удалось установить личности людей, которые были зафиксированы камерой ночью возле машины. 3 августа появились фотографии убийц. В тот же день советник главы МВД Антон Геращенко назвал одну из ведущих версий убийства: демонстрация с целью подрыва государственного строя Украины.
В феврале 2017 года правоохранительные органы отчитывались о ходе расследования убийства. В частности, было сообщено о том, что для убийства злоумышленники использовали элементы противопехотной мины МОН-50. Также следствие определило приоритетную версию преступления — «профессиональная деятельность Шеремета на территории Украины и за её пределами».
С сентября 2017 года Главное следственное управление Национальной полиции засекретило все судебные решения по делу об убийстве Павла Шеремета.

## Официальная версия 2019 года
12 декабря 2019 года стало известно о задержании подозреваемых в убийстве Шеремета. Организатором убийства был назван Андрей Антоненко, исполнителем — Юлия Кузьменко. Также, по мнению следствия, к преступлению причастны военная медсестра Яна Дугарь и супруги Владислав и Инна Грищенко. Часть обвиняемых имеет опыт участия в войне в Донбассе на стороне Украины. Вначале следствие называло приоритетной версией убийства журналистскую деятельность Шеремета, однако в итоге основной версией стало стремление обвиняемых к дестабилизации ситуации в стране.

## Обвиняемые

### Андрей Антоненко
Андрей Сергеевич Антоненко родился 2 октября 1971 года в Киеве. Детство Антоненко прошло в еврейском районе города, в местности, которая имеет народное название Еврейский базар. По собственным словам, является наполовину евреем, его дед был польским евреем. Окончил музыкальную школу по классу цимбал и культурно-просветительное училище (дирижер самодеятельного хора), преподаватель игры на гитаре.
В 1989 году основал трэш-метал группу «Лепрозорий», участвовал в музыкальных группах ADEM и DAZ Machine. В составе ADEM в 1991 победил на рок-фестивале в Москве, подписав контракт на запись пластинки в Лос-Анджелесе, но из-за путча и развала СССР группа осталась в Украине. В 2003 основал сольный проект Riffmaster, где писал музыку, тексты, был гитаристом и вокалистом. В 2007 году вышел дебютный альбом — Beautiful Day, в 2015 году — альбом «Котлета по-киевски». Самая известная песня Андрея — «Тихо пришёл, тихо ушёл» (укр. «Тихо прийшов, тихо пішов»), что считается неофициальным гимном Сил специальных операций ВСУ.
В мае 2015 Андрей с солистом группы «Тартак» Александром Положинским выступал для бойцов ВСУ на передовой войны на Донбассе.
Проходит военную службу по контракту в рядах Сил специальных операций (ССО) с июля 2017 года, в командовании ССО с июня 2019. 26 сентября 2017 награждён медалью «Честь. Слава. Держава» — за мужество, патриотизм, высокую гражданскую позицию, героизм, боевые заслуги в защите независимости, суверенитета и территориальной целостности Украины.

### Юлия Кузьменко
Кузьменко Юлия Леонидовна (род. 5 ноября 1979, Горловка ) — украинский врач-педиатр (специальность —педиатрическая интервенционная кардиология); волонтер, общественный деятель, военный медик, кандидат медицинских наук.
Кузьменко попала в фокус украинских и зарубежных СМИ 12 декабря 2019 года, когда она была арестована как одна из подозреваемых в убийстве журналиста Павла Шеремета.
- В 1996 году окончила среднюю школу
- 1996-2002 - училась в Медицинском университете им. Богомольца
- 2002-2006 - работала в Институте сердечно-сосудистой хирургии им. Амосова.
- с 2003 года – работает в Научно-практическом центре детской кардиологии и кардиохирургии МОЗУ, детский кардиохирург.
- с 2007 года - заведующий отделением Рентгеноангиографии и эндоваскулярной хирургии в Центре детской кардиохирургии .
- После начала российско-украинской войны на Донбассе занималась волонтерством в Евромайдан SOS . 2018 год телеканал Украина снял о Юлии короткий фильм: «Гордость страны: миссия спасти жизнь».

В 2018 году Кузьменко Юлию была включена в список 100 самых влиятельных женщин Украины (по версии журнала «Фокус»). 
В 2021 году участвовала в довыборах в Верховную Раду от партии ЕС в Донецкой области, заняв третье место, набрав 6,69% голосов.

## Уголовное дело
12 декабря 2019 года Андрея Антоненко арестовали по подозрению в подготовке убийства Павла Шеремета, по версии полиции, осуществленного им вместе с Яной Дугарь и Юлией Кузьменко. Правоохранители считают, что Антоненко, «увлекшись ультранационалистическими идеями, культивируя величество арийской расы, размежевание общества по принципу национальной принадлежности, стремясь сделать свои взгляды объектом внимания общественности, совершая свои действия, чтобы привлечь внимание общественности к определённых политических убеждений … решил создать организованную группу, чтобы в её составе совершить убийство журналиста и радиоведущего Шеремета».
Дело рассматривается в Печерском районном суде Киева, судьей был назначен Сергей Вовк, ранее рассматривавший два дела, которые в 2012 году были признаны Европарламентом и Европейским судом по правам человека преследованиями по политическим мотивам. В 2015—2016 годах Вовк был отстранен от должности Высшей квалификационной комиссией судей, всего он был отстранен пять раз. Его подозревали в том, что он, злоупотребляя служебным положением и намеренно нарушая требования закона, постановил заведомо неправосудное решение по гражданскому делу, незаконно лишив гражданина права собственности на принадлежащее ему имущество. Обвинителем по делу является Александр Лукашенко, который не прошел переаттестацию. Согласно опубликованному в 2017 году расследованию, стоимость имущества Лукашенко значительно превышает доходы, которые получает полицейский и его семья. В частности, прокурор смог купить в Киеве квартиру за 5 гривен.
8 декабря 2019 года во время судебного заседания по избранию меры пресечения Антоненко отверг обвинения следователя и отметил, что не имеет никакого отношения к делу, а также «если от меня где-то просочится — или от моего имени — что я признал вину, поймите, что был силовое давление или пытки». Антоненко также отметил, что родился в еврейском районе и его дед был польским евреем, следовательно обвинения в правых или левых взглядах являются оскорбительными для него.
Также он привел ряд различий между своей внешностью и внешностью человека на видеозаписях, которые представило следствие и отметил, что на момент убийства не был знаком с людьми, которых полиция подозревает в причастности к убийству Шеремета. Несмотря на это, Печерский суд назначил Антоненко содержание под стражей на два месяца без возможности внесения залога. 17 декабря следователь пытался начать допрос Антоненко, но он отказался давать показания, назвав следствие по делу предвзятым.
Ряд активистов призывал поддерживать Антоненко, Дугар и Кузьменко. Заявление МВД они восприняли как целенаправленную дискредитацию добровольцев и волонтеров. 17 декабря 2019 г. в Харькове возле ГУ Нацполиции области прошел концерт в поддержку Антоненко.
20 декабря Антоненко подал в суд на ТРК Украина, Арсена Авакова, Евгения Коваля, Владимира Зеленского и Руслана Рябошапку, требуя защиты чести и достоинства. Андрей обвинил данных лиц в том, что на брифинге по его задержанию те пренебрегли презумпцией невиновности, обвинив Антоненко в соучастии в убийстве Шеремета без решения суда.
27 декабря Киевский апелляционный суд перенес жалобу относительно содержания под стражей Антоненко до 8 января. После публикации записей разговоров Антоненко, его защита возразила всякую связь Андрея с СБУ.
7 февраля 2020 Антоненко заявил, что его адвокаты до сих пор не получили материалов дела для ознакомления, из-за чего он отказался давать показания. 12 марта Киевский апелляционный суд отказал в апелляции защиты Антоненко, оставив его под стражей до 4 апреля.
21 мая материалы по Андрею Антоненко, Юлии Кузьменко и Яне Дугарь были выделены в отдельные уголовные производства с изменением подозрений. Антоненко с тех пор не проходит по делу как организатор преступления.
13 июля Киевский апелляционный суд постановил оставить Антоненко под стражей минимум до 23 июля.
18 июля Печерский суд Киева продлил арест Антоненко минимум на два месяца.